# Heinrich II. von Admont

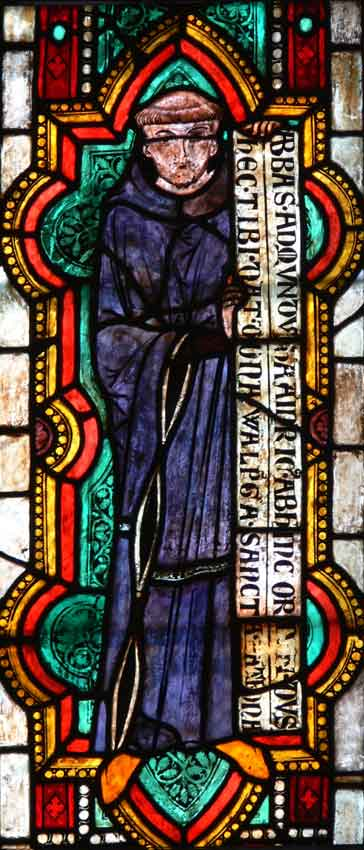
Stifterfigur von Abt Heinrich in der Walburgiskirche bei St. Michael in der Steiermark

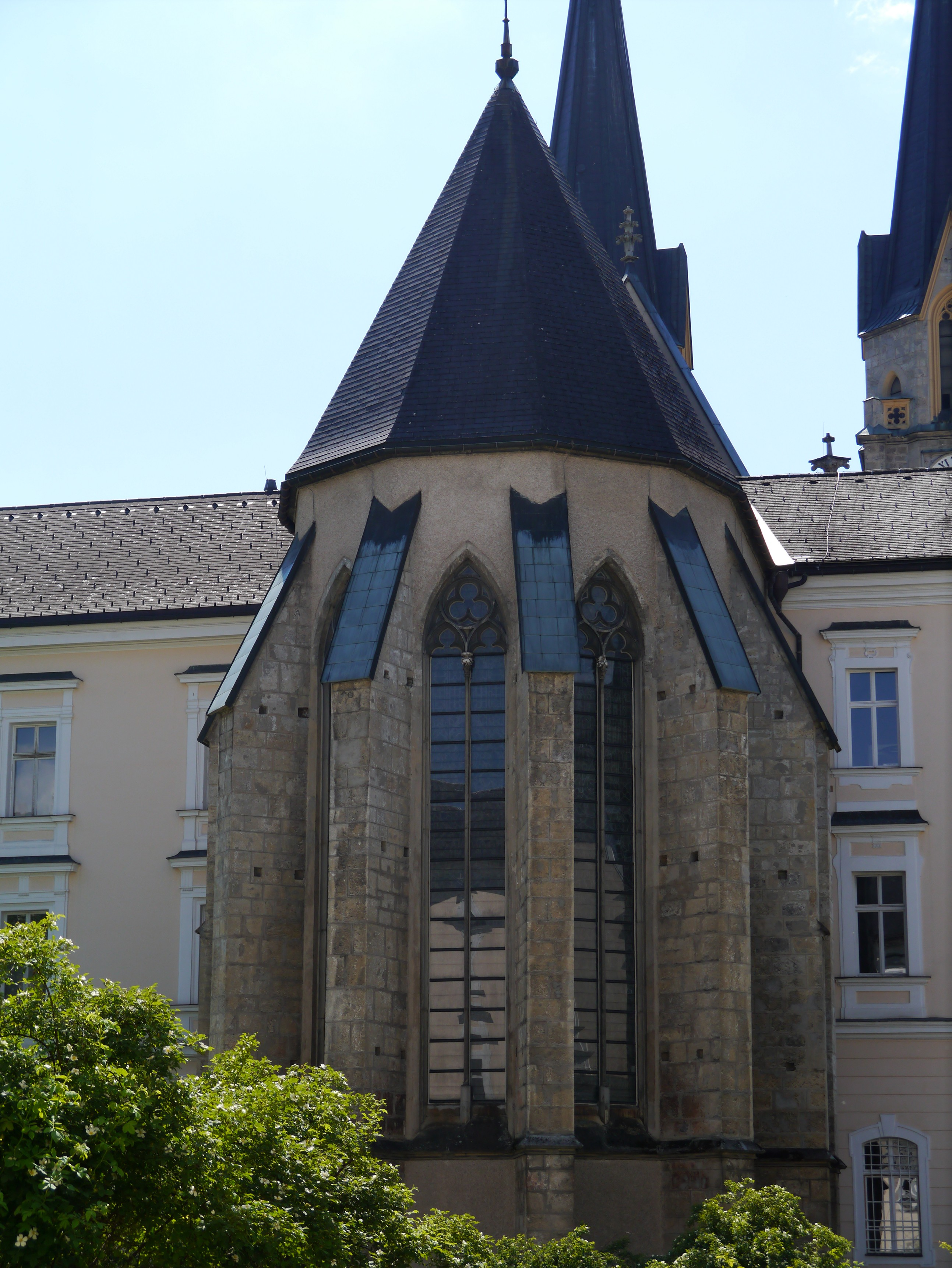
Der gotische Chorbau der Admonter Stiftskirche

Heinrich II. von Admont OSB (* vor 1250 in Brunn (Gemeinde Sankt Michael); † 1297 in Admont) war ein salzburgischer römisch-katholischer Geistlicher und von 1275 bis 1297 Abt der Benediktinerabtei St. Blasius zu Admont.

## Leben und Wirken
Nach der Resignation des Abtes Albert I. im Jahre 1275 wurde der bisherige Spitalmeister des Admonter Stifts, Heinrich, zum neuen Abt des Klosters gewählt, nachdem ihm gelungen war, den enormen Schuldenstand des Stifts zu tilgen und veräußerten Grundbesitz zurückzuerwerben. Bereits wenig später, 1279, wurde er von König Rudolf I., den er im Jahr zuvor militärisch in seinem Kampf gegen Ottokar von Böhmen in der Schlacht von Dürnkrut unterstützt hatte, als Landschreiber für die Steiermark ernannt, in dessen Auftrag er in dem durch seinen Silberbergbau bedeutenden Oberzeiring eine Münzstätte anlegte. Unter Herzog Albrecht I. übernahm er 1286 auch das Amt des Landeshauptmanns der Steiermark, musste jedoch nach Niederschlagung der Verschwörung des Landsberger Bundes 1292 zurücktreten. Schon 1288 hatte eine gegen Abt Heinrich gerichtete Entscheidung der Salzburger Bischofssynode die Unvereinbarkeit eines geistlichen Amts mit politischer Machtausübung im Dienste eines Landesherrn betont und mit Exkommunikation bedroht. 1294, inzwischen wieder in politisch führender Stellung, wurde er mit diplomatischen Missionen betraut. Bei der 1294 aus politischen Gründen geschlossenen Heirat Anna von Habsburgs, der Tochter Albrechts, mit Markgraf Hermann von Brandenburg in Graz leitete er die Feierlichkeiten. Seine Wahl zum Abt von Stift Melk 1295 lehnte er ebenso wie das Angebot einer Bischofsernennung durch die römische Kurie zugunsten eines Verbleibens in Admont ab.
Im Frühjahr 1297 wurde Abt Heinrich, der aufgrund seiner ökonomischen Fähigkeiten in Admont als „zweiter Gründer“ des Stifts verehrt wurde und den die Steirische Reimchronik des Ottokar aus der Gaal aber geradezu als „des Teufels Kaplan“ beschreibt, auf Schloss Kaiserau bei Admont von seinem Neffen During Griesser ermordet.
Für Admont wurde Abt Heinrich vor allem durch seine Bautätigkeit bedeutsam. Schon 1278 erteilte ihm Rudolph von Habsburg die Erlaubnis zum Bau von Befestigungen, was mit dem Baubeginn der Burg Gallenstein gleichgesetzt wird; um 1290 erbaute er hier die gotische Burgkapelle St. Peter. In seinem Geburtsort Brunn (Gemeinde Sankt Michael) errichtete er den Neubau der Filialkirche St. Walpurgis, in deren Glasfenstern er selbst als Stifter dargestellt ist.
Abt Heinrichs wichtigstes Bauprojekt wurde die Errichtung eines neuen Mönchchores an der Stiftskirche Admont, dessen Konsekration 1286 durch Konrad von Himberg, Bischof von Chiemsee, vollzogen wurde. Dieser Chorbau, der nicht, wie meist angenommen, „mitsamt der Stiftsanlagen im Jahr 1865 einer Brandkatastrophe zum Opfer gefallen ist“, sondern sich in seinen Umfassungsmauern vollständig erhalten hat und nur neugewölbt wurde, stellt einen Langchor dar, der sicher, wie die Walpurgiskirche, reich mit Glasmalereien ausgestattet war. Die besondere, in fünf Seiten des Zehnecks schließende Grundrissform hat der Admonter Chor mit der 1244 bis 1248 erbauten Sainte-Chapelle König Ludwigs IX. des Heiligen in Paris gemein.